# 維拉哈馬奇尼山
16°10′24″S 68°4′24″W / 16.17333°S 68.07333°W
維拉哈馬奇尼山（Wila Jamach'ini），是玻利維亞的山峰，位於該國西部拉巴斯省的佩德羅多明戈穆里略省，處於良普山以東，屬於安第斯山脈的一部分，海拔高度4,420米。